# Бальдерсайм
Бальдерса́йм (фр. Baldersheim) — коммуна на северо-востоке Франции в регионе Гранд-Эст (бывший Эльзас — Шампань — Арденны — Лотарингия), департамент Верхний Рейн, округ Мюлуз, кантон Риксайм. До марта 2015 года коммуна административно входила в состав упразднённого кантона Ильзак (округ Мюлуз).
Площадь коммуны — 12,76 км², население — 2514 человек (2006) с тенденцией к росту: 2603 человека (2012), плотность населения — 204 чел/км².

## Население
Население коммуны в 2011 году составляло 2595 человек, а в 2012 году — 2603 человека.
| 1962 | 1968 | 1975 | 1982 | 1990 | 1999 | 2006 | 2011 | 2012 |
| ---- | ---- | ---- | ---- | ---- | ---- | ---- | ---- | ---- |
| 653  | 981  | 1474 | 1837 | 2238 | 2206 | 2514 | 2595 | 2603 |

Динамика населения:

## Экономика
В 2010 году из 1728 человек трудоспособного возраста (от 15 до 64 лет) 1301 были экономически активными, 427 — неактивными (показатель активности 75,3 %, в 1999 году — 70,4 %). Из 1301 активных трудоспособных жителей работали 1209 человек (634 мужчины и 575 женщин), 92 числились безработными (48 мужчин и 44 женщины). Среди 427 трудоспособных неактивных граждан 138 были учениками либо студентами, 196 — пенсионерами, а ещё 93 — были неактивны в силу других причин.
На протяжении 2011 года в коммуне числилось 1046 облагаемых налогом домохозяйств, в которых проживало 2658 человек. При этом медиана доходов составила 24 773 евро на одного налогоплательщика.